# 華萊士 (加利福尼亞州)
華萊士（英語：Wallace）是位於美國加利福尼亞州卡拉韋拉斯縣的一個人口普查指定地區。

## 地理
華萊士的座標為38°11′39″N 120°58′41″W / 38.19417°N 120.97806°W，而該地最高點為海拔高度59米（即194英尺）。

## 人口
根據2010年美國人口普查的數據，華萊士的面積為11.429平方千米，當中陸地面積為11.223平方千米，而水域面積為0.206平方千米。當地共有人口403人，而人口密度為每平方千米35人。